# 4928 Vermeer
4928 Vermeer è un asteroide della fascia principale. Scoperto nel 1982, presenta un'orbita caratterizzata da un semiasse maggiore pari a 2,1473414 UA e da un'eccentricità di 0,1891516, inclinata di 2,45646° rispetto all'eclittica.
È intitolato al pittore olandese Jan Vermeer (1632-1675).